# Progymnospermophyta
Progymnospermophyta é uma divisão de plantas já extinta, antecessoras das atuais plantas com sementes (Spermatophyta). Eventualmente deram origem às gimnospérmica. Estas plantas exibiam um crescimento monopodial com xilemas secundarios lignificados, e dadas as suas características compartilhadas com as coníferas, são assim consideradas as primeiras árvores modernas. Viveram desde o Devónico Médio até ao Carbonífero Inferior (Mississippiano), quando acabaram por de extinguir. O género mais conhecido é Archaeopteris, uma árvore fóssil com folhas do tipo samambaia encontrado em todo o mundo desde o Devónico Superior ao Carbonífero Inferior.